# Arnaldo Balay
 (septembre 2022).
Si vous disposez d'ouvrages ou d'articles de référence ou si vous connaissez des sites web de qualité traitant du thème abordé ici, merci de compléter l'article en donnant les références utiles à sa vérifiabilité et en les liant à la section « Notes et références ».
Arnald Balay, dit Palito, né le 2 septembre 1928 à Avellaneda et mort le 28 septembre 2006, est un footballeur international argentin.

## Carrière
Balay commence sa carrière en deuxième division, dans un club de la Province de Buenos Aires, Los Andes, où il joue jusqu'en 1951. Il rejoint ensuite la première division et le Racing, avec lequel il gagne le championnat en 1958. 
Pendant ces années, il est sélectionné en équipe d'Argentine et prend part à la victoire de l'Albiceleste à la Copa América 1955, où il dispute deux matchs, contre l'Uruguay et le Chili. Il part ensuite au Ferrocaril Oeste, où il termine sa carrière professionnelle.
Il joue encore trois saisons en amateur au Racing Ollavaria, où il évolue comme attaquant.

## Palmarès
- Vainqueur de la Copa América en 1955 avec l'équipe d'Argentine
- Champion d'Argentine en 1958 avec le Racing Club